# Прокоф'єв Іван Петрович
Іва́н Петро́вич Проко́ф'єв (7 червня 1955, Загоряни, Кам'янець-Подільський район, Хмельницька область) — український поет, критик, перекладач, літературознавець, науковець. Член Національної спілки письменників України з 2005 року. Кандидат філологічних наук (2001).

## Біографія
Іван Петрович Прокоф'єв народився в селі Загоряни на Новоушиччині у селянській родині.
У 1972 році закінчив Косиковецьку середню школу; 1976-го — філологічний факультет Кам'янець-Подільського державного педагогічного інституту (нині Кам'янець-Подільський національний університет імені Івана Огієнка). Після закінчення навчання працював учителем у сільських школах.
У 2001 році закінчив аспірантуру, захистив кандидатську дисертацію — за творчістю поета, лауреата Шевченківської премії Леоніда Талалая.
Впродовж 23 років пропрацював викладачем кафедри історії української літератури та компаративістики Кам'янець-Подільського національного університету імені Івана Огієнка. Займав посаду доцента кафедри; близько 8 років — у журналістиці, зокрема, в газетах «Прапор Жовтня» (нині «Край Кам'янецький») та «Кам'янець-Подільський вісник».
Понад 15 років керував університетською літстудією. За його підтримки свої перші кроки в літературі зробили відомі нині поети Андрій Бондар, Оксана Почапська та інші.
Брав активну участь в організації та проведенні різноманітних заходів, наукових конференцій, літературних вечорів, зустрічей з відомими письменниками: Петром Перебийносом, Юрієм Андруховичем, Павлом Гірником, Геннадієм Щипківським тощо.

## Творчість
Автор низки книг поезій, перекладів, понад 100 літературознавчих статей і рецензій, опублікованих в академічних, літературно-художніх журналах та наукових збірниках, зокрема збірок поезій:
- «Відблиски» (1998);
- «Підводне сяйво» (2004);
- «Лабіринт» (2009);
- «Зелений шум» (2012);
- «Лабораторія» (2016);
- «Міра» (2017);
- «Центр ваги» (2019);
- «Стежка в пісках» (2019),

літературознавчої монографії «Поетика Леоніда Талалая» (2006),

двотомника «Вибрані твори» (2019) та ін.
Переклав українською мовою окремі твори Я. Сейферта, Л. Стаффа, Е. Гільвіка, О. Вацієтіса, І. Зієдоніса, Р. Бородуліна, М. Заболоцького, Л. Мартинова, М. Рубцова, Ю. Кузнєцова, японської класичної поезії.
З-під його пера побачили світ оригінальні дослідження творчості Басьо, Верлена, Лорки, Свідзінського, Талалая. Наукові пошуки кандидата наук дістали схвальну оцінку відомих літературознавців — академіка Віталія Дончика, докторів наук Григорія Штоня, Людмили Дем'янівської, Юрія Коваліва.
Поезії, переклади І. Прокоф'єва неодноразово з'являлися на шпальтах таких популярних видань, як «Літературна Україна», у письменницьких часописах «Вітчизна», «Дніпро», «Всесвіт», «Київ», «Море» тощо.

## Нагороди
Лауреат:
- літературної премії у галузі критики імені Олександра Білецького Національної спілки письменників України та Інституту літератури імені Тараса Шевченка НАН України (2019)[3];
- Хмельницької обласної премії імені Микити Годованця (2010);
- Хмельницької обласної літературної премії імені Володимира Булаєнка (2013).